# Auranga
Auranga és un riu de l'Índia al districte de Surat al Gujarat.
Neix a les muntanyes Dharampur i desaigua a la mar a 12 km al sud d'Ambika. Els darrers 25 km és un riu de certa importància que pot ser navegat per bots fins de 50 tones, però a 10 km de la mar la capacitat de navegació minva. A Balsar un gran pont del segle XIX creua el riu.